# کوتو مگالهاز
کوتو مگالهاز (به پرتغالی: Couto Magalhães) یک منطقهٔ مسکونی در برزیل است که در توکانتینس واقع شده‌است. کوتو مگالهاز ۱٬۵۸۶ کیلومتر مربع مساحت و ۵٬۶۳۹ نفر جمعیت دارد و ۲۳۰ متر بالاتر از سطح دریا واقع شده‌است.